# 松浦寅三郎
松浦 寅三郎（まつうら とらさぶろう、1866年9月12日（慶応2年8月4日） - 1947年（昭和22年）1月15日）は、日本の教育者。女子学習院第二代院長。

## 来歴・人物
肥前国（現・長崎県）生まれ。士族松浦縮蔵の子。東京府尋常中学校、第一高等学校を経て、1895年（明治28年）東京帝國大學法科大学法律学科英法科を卒業。1896年（明治29年）5月愛知県尋常中学時習館（現・愛知県立時習館高等学校）校長、1899年（明治32年）7月山形県立荘内中学校（現・山形県立鶴岡南高等学校）校長を歴任。
以後、山口高等商業学校教授、第五高等学校校長を経て、1918年（大正7年）5月に神宮皇學館館長に就任。翌年2月、皇太子傅育官長となる。1923年（大正12年）8月女子学習院の第二代となる院長を兼務。1925年（大正14年）からは同院長の職務を専任。1932年（昭和7年）8月から1945年（昭和20年）11月まで宮中顧問官を務めた。

## 栄典
- 1925年（大正14年）1月16日 - 旭日中綬章[1]
- 1940年（昭和15年）8月15日 - 紀元二千六百年祝典記念章[2]